# 丹野みどり
丹野 みどり（たんの みどり、1973年7月3日 - ）は、愛知県出身の政治家、元フリーアナウンサー。国民民主党所属の衆議院議員（1期）。

## 来歴
愛知県名古屋市出身。名古屋市立猪高中学校、愛知県立旭丘高等学校、名古屋大学文学部社会心理学科卒業。
大学卒業後、1996年に中部日本放送 （現・CBCテレビ）にアナウンサーとして入社。同期アナウンサーは沢朋宏、桜沢信司（現・報道部、気象予報士）、加藤小百合（現・CB人材開発部部長）、重松和世（現・フリーアナウンサー）。入社後しばらくは主にラジオの番組を担当していたが、1998年から2013年3月までは、テレビの報道番組でキャスターを担当。2013年4月から2019年3月までは、CBCラジオで『丹野みどりのよりどりっ!』のパーソナリティを務めた。
CBCアナウンサー時代の1999年には、渡辺美香（現・同局アナウンサー）や住田都史子（現在は退社）と共に、「Love Power Beauty」（同局の女性アナウンサーによる音楽ユニット）のメンバーとして活動。シングルCD「Din Don Dan」と「Cool Bless Cool」で、メインボーカルを務めた。2000年には、CBCアナウンサーズの一員として「燃えよドラゴンズ!2000（ミレニアム）」のコーラスに参加していた。
冠番組である『丹野みどりのよりどりっ!』を開始した直後、自然気胸（月経随伴性気胸）を発症し、入院加療の為休演（2013年4月22日 - 5月13日）。復帰したものの一年も経たず再発し再度入院した（2014年2月26日 - 3月14日）ため、再発防止の為の手術を行なうと番組内で予告した上で休演した（同年4月21日 - 5月2日）。
2013年9月末日付でCBCを退社。10月1日付で、セントラルジャパン所属のフリーアナウンサーに転身した。
2000年12月16日に医師と結婚したが、2017年6月6日放送分の『丹野みどりのよりどりっ!』で、2016年5月に離婚していたことを発表。同年8月4日放送分で、在日韓国人の不動産会社社長と前日（3日）に再婚したことを公表した。
CBCグループが制作する番組では、アナウンサー時代の1998年10月に『ユーガッタ!CBC』（テレビの報道番組）のキャスターへ起用されてから、『丹野みどりのよりどりっ!』が終了する2019年3月まで、（フリーアナウンサーへの転身や後述する休演期間をはさんで）延べ21年間にわたって平日夕方の生放送番組へレギュラーで出演してきた。2019年4月からは、『丹野みどりのよりどりウィークエンド』（CBCラジオが土曜日の夕方に放送する生ワイド番組）のパーソナリティとして再スタートを切った。2020年3月14日放送分及び自身のブログ・Instagramで、2020年3月28日の放送をもって番組終了となることを公表した。
2019年3月に株式会社丹野みどりアナウンス事務所を設立。設立時点での所在地は夫の経営する不動産会社と同じ愛知県名古屋市中村区名駅4丁目2番7号。2022年1月に本店所在地が愛知県名古屋市中村区森田町1丁目4-76へ変更された。
2019年5月31日にセントラルジャパンとの契約が終了した。
2022年3月26日、岐阜市内で記者会見を行い、同年7月執行予定の第26回参議院議員通常選挙に国民民主党公認で岐阜県選挙区から立候補することを表明した。同年7月10日の投開票の結果、自由民主党の現職渡辺猛之に大差で敗れ落選。
同年10月20日、国民民主党は次期衆議院議員総選挙の愛知11区に丹野を擁立することを発表。
2024年10月15日、第50回衆議院議員総選挙が公示され、愛知11区からは丹野、自由民主党現職の八木哲也、日本共産党公認の植田和男の3人が立候補した。連合愛知と全トヨタ労連は丹野を推薦した。10月17日に日本経済新聞が序盤情勢を発表。「八木が自民支持層の8割を固めやや優勢。丹野が猛追する」と報じた。10月23日、しんぶん赤旗は、自民党が裏金問題で非公認となった候補の所属支部にそれぞれ2000万円を支給していたことをスクープした。同紙の報道により終盤情勢は一変した。10月24日、日本経済新聞は22日～24日に行った調査の結果を発表。愛知11区は「丹野が一歩先行。八木が猛追」と書かれ、順番が入れ替わった。10月27日、総選挙執行。投票締め切りの20時からほどなくNHKは丹野の当選確実を報じ、丹野は初当選を果たした。八木は選挙当時77歳で自民党内規の比例区73歳定年制の対象となっており、比例代表への重複立候補を行わなかったため、議席を失った。

## 人物
英検2級、日本語検定2級を所持している。

## 出演

### 過去の出演

#### テレビ番組
- CBC土曜ニュースワイド（1998年4月 - 1998年9月）
- CBCニュースワイド（1998年10月 - 1999年3月）
- ユーガッタ!CBC （1999年4月 - 2006年3月）
- 板東英二の輝け!新タレント名鑑
- グッデイCBC （「星のカービィ星占い」ナレーター）
- おとなの教室（ナレーター）
- 乱!総選挙2009・乱!参院選2010 （CBCローカル版キャスター）
- イッポウ（メインキャスター）（2006年4月-2013年3月）
- 鶴瓶のスジナシ! （ナレーター）
- そこが知りたい 特捜!板東リサーチ（ナレーター）
- サンデードラゴンズ（不定期出演）

#### ラジオ番組
- 丹野みどりのよりどりっ!（2013年4月1日 - 2019年3月29日）
- マラソンRadio 多田しげおのまるっと土曜日
- K's UP （木曜・金曜パーソナリティ）
- 0時半です松坂屋ですカトレヤミュージックです（火曜担当）
- いすゞ お父さん・お母さんへの手紙（ナビゲーター）
- 丹野みどりのよりどりウィークエンド（2019年4月6日 - 2020年3月28日）

### CM
- 全労済 (2016年)[23]

### プロモーションビデオ
- 世界韓人貿易協会 (OKTA) 名古屋支会 オリジナルプロモーションビデオ 2018 [24] （2018年7月）
- 三井建物PR動画[25]（ナレーター） （2018年6月）
- 愛知県警 防犯ニュース 住宅対象侵入防犯対策 侵入を許さない防犯対策[26] （2015年2月）

### イベント
- 世界韓人貿易協会（OKTA）名古屋支会 2017 次世代GBS グローバルビジネススクール （講義「聞き出し上手のススメ」講師、トークセッション）[27]（2017年7月22日）

## 選挙歴
| 当落 | 選挙                     | 執行日         | 年齢 | 選挙区       | 政党       | 得票数     | 得票率 | 定数 | 得票順位 /候補者数 | 政党内比例順位 /政党当選者数 |
| ---- | ------------------------ | -------------- | ---- | ------------ | ---------- | ---------- | ------ | ---- | ------------------ | ---------------------------- |
| 落   | 第26回参議院議員通常選挙 | 2022年07月10日 | 49   | 岐阜県選挙区 | 国民民主党 | 25万7852票 | 30.12% | 1    | 2/5                | /                            |
| 当   | 第50回衆議院議員総選挙   | 2024年10月27日 | 51   | 愛知県第11区 | 国民民主党 | 13万4528票 | 56.89% | 1    | 1/3                | /                            |